# Emirat de Diba
L'emirat de Diba fou un estat que va existir sense reconeixement oficial del 1932 al 1951 al nord-est del que avui són els Emirats Àrabs Units.
L'antic emirat és actualment un enclavament de Sharjah entre Oman al nord (governació de Musandan), Fujairah a l'oest i al sud, amb el golf d'Oman a l'est. La capital es troba a una part de la ciutat de Diba i rodalia. L'enclavament té un petit accés a la costa i s'allarga al llarg de la frontera omanita d'est a oest en una estreta franja d'uns 3 o 4 km fins abans del Wadi Wamm i el Djabal Wamm, que ja pertanyen a Fujairah. La zona de Diba al-Hisn (Turó de Diba) es troba a uns 2 km de distància de la costa i de la frontera omanita, i la part nord del turó pertany a Sharjah igual que l'oasi de Diba. La part de Diba coneguda com a Diba Bayah es troba a l'altre costat de la frontera en territori d'Oman, i la resta de la ciutat i ciutats satèl·lits pertanyen a Fujairah.
La dinastia qasimi va exercir sobirania sobre els territoris del xeic de Fujairah i tota la costa del golf d'Oman a partir del 1775. La progressiva pèrdua d'influència per les imposicions britàniques i la separació de les branques de Langeh, Sharjah i Ras al-Khaimah van afavorir la independència de Fujairah, el major poder a la zona; a Diba, Khor Fakkan i Kalba el xeic de Sharjah havia establert vers el 1871 delegats (hakim). Després del 1903 l'hakim de Diba va esdevenir pràcticament independent de facto; el 1903 el xeic va associar al govern al seu germà que el 1914 va esdevenir xeic de Sharjah; mentre aquest fou xeic a Sharjah les relacions foren bones però va morir el 1924 i la successió va passar a una altra branca, poc després que ja el 1921 una altra branca s'hagués independitzat a Ras al-Khaimah; el 1932 l'hakim Rashid va intentar fer-se independent de iure i va canviar la bandera vermella de vora blanca per la bandera totalment vermella usada ja a Fujairah però sobretot al sultanat de Masqat del qual l'hakim esperava suport. Durant uns anys fou virtualment independent però els britànics no el van reconèixer i finalment el 1952 el seu fill i successor va haver de reconèixer la sobirania del xeic de Sharjah. L'emirat era més extens que l'enclavament de Diba que és el que va restar pels acords fronterers que es van fer uns anys després.
Els hakims i xeics foren:
- Xeic Ahmad ben Sultan al-Qasimi: 1871 - 1883
- Xeic Rashid ben Ahmad al-Qasimi: 1883 - desembre de 1937
- Xeic Khalid ben Ahmad al-Qasimi: 1903 - 12 de novembre de 1924 (associat, xeic de Sharjah 1914-1924)
- Sheikh Ahmad ben Rashid al-Qasimi: desembre de 1937 - 1952